# Bring Me the Horizons diskografi
Detta är det brittiska bandet Bring Me the Horizons kompletta diskografi.

## Studioalbum
| 2006                                            | Count Your Blessings - Format: CD, download                                                                 | 93 | —  | —  | —  | —  | —  | —  | —   | — | — |
| 2008                                            | Suicide Season - Format: CD, download                                                                       | 47 | 28 | —  | —  | —  | 99 | 27 | 107 | 2 | 9 |
| 2010                                            | There Is a Hell, Believe Me I've Seen It. There Is a Heaven, Let's Keep It a Secret. - Format: CD, download | 13 | 1  | 48 | 52 | 72 | —  | 30 | 17  | — | 2 |
| "—" avser en utgivning som inte listplacerades. | |    |    |    |    |    |    |    |     |   |   |

## EP:er
| 2004 | This Is What the Edge of Your Seat Was Made For - Format: CD, download | 41 |

## Remixalbum
| År   | Album                                                                         |
| ---- | ----------------------------------------------------------------------------- |
| 2009 | Suicide Season: Cut Up! - Utgivet: 30 oktober 2009 - Skivbolag: Visible Noise |

## Demoalbum
| År   | Demo                                                            |
| ---- | --------------------------------------------------------------- |
| 2004 | The Bedroom Sessions - Inspelat: 2004 - Skivbolag: Självutgivet |

## Samlingsalbum
| År   | Album                                                                                    |
| ---- | ---------------------------------------------------------------------------------------- |
| 2007 | Kerrang! Higher Voltage: Another Brief History of Rock - Bidrag: Eyeless, Slipknot-cover |

## Singlar
| År   | Låt                                       | Album                                                                                |
| ---- | ----------------------------------------- | ------------------------------------------------------------------------------------ |
| 2004 | "Traitors Never Play Hangman"             | This Is What the Edge of Your Seat Was Made For                                      |
| 2007 | "Pray for Plagues"                        | Count Your Blessings                                                                 |
| 2008 | "For Stevie Wonder's Eyes Only (Braille)" | Count Your Blessings                                                                 |
| 2008 | "The Comedown"                            | Suicide Season                                                                       |
| 2009 | "Chelsea Smile"                           | Suicide Season                                                                       |
| 2009 | "Diamonds Aren't Forever"                 | Suicide Season                                                                       |
| 2009 | "The Sadness Will Never End"              | Suicide Season                                                                       |
| 2010 | "It Never Ends"                           | There Is a Hell, Believe Me I've Seen It. There Is a Heaven, Let's Keep It a Secret. |
| 2010 | "Anthem"                                  | There Is a Hell, Believe Me I've Seen It. There Is a Heaven, Let's Keep It a Secret. |
| 2011 | "Blessed with a Curse"                    | There Is a Hell, Believe Me I've Seen It. There Is a Heaven, Let's Keep It a Secret. |
| 2011 | "Visions"                                 | There Is a Hell, Believe Me I've Seen It. There Is a Heaven, Let's Keep It a Secret. |
| 2011 | "Alligator Blood"                         | There Is a Hell, Believe Me I've Seen It. There Is a Heaven, Let's Keep It a Secret. |

## Musikvideor
| År   | Titel                                     | Regissör          |
| ---- | ----------------------------------------- | ----------------- |
| 2006 | "Traitors Never Play Hangman"             | Okänd             |
| 2007 | "Pray for Plagues"                        | Popcore Films     |
| 2008 | "For Stevie Wonder's Eyes Only (Braille)" | Perrone Salvatore |
| 2008 | "The Comedown"                            | Adam Powell       |
| 2009 | "Chelsea Smile"                           | Adam Powell       |
| 2009 | "Diamonds Aren't Forever"                 | Khaled Lowe       |
| 2009 | "The Sadness Will Never End"              | Adam Powell       |
| 2010 | "It Never Ends"                           | Jakob Printzlau   |
| 2011 | "Anthem"                                  | Shane Davey       |
| 2011 | "Blessed with a Curse"                    | Sindre Moen       |
| 2011 | "Visions"                                 | Jakob Printzlau   |
| 2011 | "Alligator Blood"                         | Stuart Birchall   |

## Tidiga låtar/sidoprojekt

### Purple Curto
- "Sunshine Club"
- "Freakosaurus"
- "I Told Jimi Hendrix to Get"
- "Cider in Babylon"

### Womb 2 Da Tomb
- "Get Out Da Hood"
- "Womb 2 Da Tomb Sucka"
- "Lady Don't Be Shady"
- "Free Nelson Mandela" (Remix 4k)

### Olisaurus (Oli Has a Death Wish)
- "Girlsss"
- "As Drunk as an Owl"
- "Holes in the Sky"
- "Where the Fuck Are You?"
- "Home 44"
- "Experimental 001"
- "Innocent Idiot" med Danny på sång
- "Ket Song" med Danny på sång